# Johnny Kelly
Johnny Kelly (ur. 9 marca 1968) – amerykański perkusista, znany przede wszystkim z występów w zespole Type O Negative, którego był członkiem w latach 1994–2010. W latach 2002–2003 i 2005–2016 występował w formacji Danzig.
Od 2003 roku pozostaje członkiem grupy Seventh Void. W 2011 roku na krótko dołączył do zespołu Black Label Society w którym zastąpił Willa Hunta. Również w 2011 roku został perkusistą w zespole Sala Abruscato - A Pale Horse Named Death. Natomiast rok później dołączył do zespołu Seven Witches. W 2014 roku dołączył do grupy Kill Devil Hill w której zastąpił Vinny'ego Appice'a.

## Filmografia
- "Living the American Nightmare" (jako on sam, 2011, film dokumentalny, reżyseria: Pawl Bazile)